# عبد الغني الشمني
الشيخ عبد الغني بن حاجي مير عالم صاحب (1358 هـ / 1940م - 1432 هـ / 2011م)، الملقب ب "حاجي صاحب"
محدث أصولي فقيه حنفي كان مِن أشهر العلماء والفقهاء في باكستان وأفغانستان وأحد أبرز الفقهاء والشّيوخ في عصره

## ثمرته العلمية
ترك مِن خلفه آلاف من التّلاميذ الّذين تلمذوا عليه طول حياته. وقام ولده الذّكي الشّيخ الحافظ محمّد يُوسُف بجمع ما درسه الشيخ مِن الكُتُب النّبوية في الدّورة الكُبرىٰ في شكل أُسطوانة الحاسوب، وتُسمّىٰ هٰذه الأسطوانة بـ (سي ڈي دوره حديث علامه). قام بأن يجمع شرحه ودرسه للجامع الصّحيح للبخاري في كتاب بنحو أربع مجلدات، ويُسمّىٰ (شرح صحيح البُخاري للشيخ عبد الغني). والعمل بتنسيقه وكتابته لا يزال حتّىٰ الآن.وإضافة إلى ما تركه من ثمرات علمية وخدمات للإسلام فهو المؤسس للجامعة الإسلامية [شمن ]

## وفاته
توفّي العلّامة عام 1432 هـ / 2011م في حادثة الاصطدام بحيث كان في هذه السَّنة في شهر ذي القعدة مِن يوم الأربعاء في الصّباح السّاعة التاسعة منه توجّه إلىٰ دورته العلمية فوقع الاصطدام واستُشهد الشّيخ فيه، وشاع خبر موته في البلدة؛ فاجتمع إلىٰ جنازته أكثر مائتي ألف شخص حتّىٰ دُفِن في العصر بزاوية في جامعته (الجامعة الإسلامية) 

## نائبه بعد وفاته
وأقامت صلاة جنازته إبنه الشيخ الحافظ محمّد يوسف في الجامعة الإسلامية، ثم برئاسة الشيخ سليم الله خان، ومولانا فضل الرحمن أمير جمعية علماء الإسلام بباكستان، والدكتور شير علي شاه المدني وبعض كِبار علماء باكستان قُرّر الشيخ محمد يوسف كنائب له.

## ثناء العلماء عليه
كان محلَّ ثناءٍ عظيم في حياته وبعد مماته، قال العلامة الشيخ محمد تقي العثماني في وصفه:
لوكان الشيخ عبد الغني في العرب لكان إماما للحرم المكي. بالإضافة إلى ما أثنى عليه مشاهير العلماء في باكستان

## وصلات خارجية
نسق هو الهدى في سوانح الشّيخ بالأردية (بي دي اف)
1. ↑  "د علامه عبدالغني رحمة الله عليه  لنډه ژوند پيژندنه". نن ټکی اسیا (بالبشتوية). 20 Nov 2011. Archived from the original on 2019-12-10. Retrieved 2018-02-03.
2. 1 2  "شيخ التفسير والحديث الحاج مولانا عبدالغني رحمه الله په شهادت ورسید". نن ټکی اسیا (بالبشتوية). 26 Oct 2011. Archived from the original on 2019-12-10. Retrieved 2018-02-03.
3. ↑  "MediaFire" (PDF). MediaFire (بالإنجليزية الأمريكية). Archived from the original (PDF) on 2020-01-25. Retrieved 2018-07-01.